# Maxime Motte
Pour les articles homonymes, voir Motte.
Maxime Motte est un acteur, scénariste, réalisateur, auteur et chanteur français né à Neuilly-sur-Seine dans les Hauts-de-Seine.

## Biographie
Né à Neuilly-sur-Seine, Maxime Motte grandit entre la France et l’Italie. Il fait des études de cinéma à l'ESRA et de théâtre à l'Atelier Blanche Salant et au Cours Périmony. En 1998, Vincent Cassel lui offre son premier rôle dans Échantillon, un court-métrage produit par l'ADAMI dans le cadre d'Opération Talents au Festival de Cannes.
Il découvre ensuite l'opéra et enrichie sa formation avec des cours de chant lyrique. Il donne plusieurs récitals et chante au Festival des Nuits Lyriques du Pays basque, quand il rencontre le réalisateur italien Beppe Cino qui lui propose de jouer dans son film Quell'estate felice, en Italie.
De retour en France, il incarne sur les planches le Dorante de La Femme fidèle, de Marivaux, et monte sa troupe de théâtre de rue. Au cinéma, il joue des petits rôles, dans L'Exercice de l'État de Pierre Schöller et dans Au bonheur des ogres de Nicolas Bary . Éric Lavaine lui confie un rôle de guide savoyard dans son adaptation télévisée du Voyage de monsieur Perrichon d'Eugène Labiche. Il tourne dans les deux premiers films de David Charhon : Cyprien avec Élie Semoun dans le rôle-titre, et De l'autre côté du périph aux côtés d'Omar Sy et Laurent Lafitte.
Pour lier ses deux passions chant et comédie, il écrit, joue et met en scène à Paris un spectacle musicale, Récital pour trio désaccordé avec la cantatrice Marjorie Muray-Motte et le pianiste José-Abel Gonzales.
Passionné autant par le jeu que l'écriture et la mise en scène, derrière la caméra, il écrit et réalise deux courts-métrages Sans et Comment j'ai rencontré mon père. Ce deuxième court-métrage lui inspire l'écriture et la réalisation de son premier long métrage éponyme, Comment j'ai rencontré mon père. Une comédie sociale qui traite de l'adoption et du statut des migrants produite par Laetitia Galitzine et Philippe Rousselet qui sort sur les écrans le 7 juin 2017. Isabelle Carré, François-Xavier Demaison, Albert Delpy, Diouc Koma et le jeune Owen Kanga interprètent les personnages principaux.
En 2019, il met en scène le spectacle de jazz Polarïd Songs des compositeurs Bertrand Beruard et Cédric Hanriot, présenté sur la scène nationale de l'Arsenal à Metz.
En 2020, il est à l'origine d'un nouveau défi avec Déconfinement,, initié durant le confinement, par un collectif de 15 artisans du cinéma pour réaliser le premier film en France tourné et diffusé en live, sur les réseaux sociaux, dont la fin interactive est choisie en direct par les spectateurs. Il en est auteur-réalisateur et acteur. Toujours durant le confinement, il crée, avec Hervé Gransart, une plateforme sur FaceBook pour QueLeSpectacleContinue où l'occasion est offerte aux artistes de présenter en live, de chez eux, leurs spectacles au public. Il y joue un spectacle sur Vincent Van Gogh intitulé Vincent se lit en musique.
En 2020, il est élu Lauréat Printemps 2020 du Prix d'aide à la création Artcena (Le centre national français du théâtre) pour sa première pièce de théâtre Dérèglement climatique : Le jour où nous avons pris le pouvoir.

## Filmographie

### Acteur

#### Longs métrages
- 2006 : Maria Venera (Quell'estate felice) de Beppe Cino : Michel
- 2009 : Cyprien de David Charhon : Maxime
- 2011 : L'Exercice de l'État de Pierre Schöller : le prêtre
- 2012 : De l'autre côté du périph de David Charhon : le malfrat gitan Van Gogh
- 2013 : Au bonheur des ogres de Nicolas Bary : l'adjudant de Correga
- 2017 : Le Petit Spirou de Nicolas Bary : le père de Spirou
- 2017 : Comment j'ai rencontré mon père de Maxime Motte : Monsieur Marianant

#### Courts métrages
- 1998 : Echantillon de Vincent Cassel : l'inassumé
- 2007 : Le Secret de Salomon de David Charhon : l'homme dans l'ascenseur
- 2012 : Bô sapin ou Mon bô sapin de Mathieu Gardes : le père

### Réalisations
- 2009 : Sans (court-métrage)
- 2009 : Making of du film Cyprien (documentaire)
- 2009 : Comment j'ai rencontré mon père (court-métrage)
- 2017 : Comment j'ai rencontré mon père

### Scénarios
- 2008 : Sans (court-métrage)
- 2009 : Comment j'ai rencontré mon père (court-métrage)
- 2016 : Les Naufragés de David Charhon
- 2017 : Comment j'ai rencontré mon père

### Télévision

#### Téléfilm
- 2014 : Le Voyage de monsieur Perrichon d'Éric Lavaine : le guide savoyard
- 2023 : Les Secrets du paquebot de Christophe Lamotte : Bruno Ortiz

#### Série télévisée
- 2014 : Fais pas ci, fais pas ça, 1 épisode de Cathy Verney
  - Saison 7, épisode 4 : Le changement, c'est (vraiment) maintenant

### Vidéo
- 2020 : Déconfinement de Maxime Motte et Théophile Motte
- 2021 : Qui tua la Diva ? de Maxime Motte

## Théâtre

### Comédien
- 2004 : Magnificat de Bach, Festival Nuit Lyrique aux Pays Basque
- 2005 : Abraham sacrifiant de Théodore de Bèze, mise en scène Nathalie Hamel
- 2005 : La Femme fidèle de Marivaux, mise en scène Véronique Dargance
- 2014 : Récital pour trio désaccordé de Maxime Motte, mise en scène de l'auteur, L'Auguste Théâtre, Paris
- 2020 : Vincent se lit en musique de Maxime Motte, mis en scène de l’auteur, sur Facebook, Festival de cinéma des 5 continents

### Metteur en scène
- 2014 : Récital pour trio désaccordé de Maxime Motte
- 2019 : Polarïd Songs, spectacle de jazz des compositeurs Bertrand Beruard et Cédric Hanriot, crée sur la scène nationale de l’Arsenal à Metz
- 2020 : Vincent se lit en musique de Maxime Motte

### Auteur
- 2014 : Récital pour trio désaccordé
- 2020 : Vincent se lit en musique
- 2020 : Dérèglement climatique : Le jour où nous avons pris le pouvoir